# Гонтова гора
Го́нтова гора́ — комплексна пам'ятка природи місцевого значення в Україні. Розташована в Тернопільському районі Тернопільської області, між селами Мильне і Мала Березовиця.
Площа природоохоронної території 36,4 га. Утворена рішенням Тернопільської обласної ради від 15 грудня 2011 року. Перебуває у віданні Мильнівської сільської ради.
Висота гори становить понад 400 метрів над рівнем моря. Гонтова гора є фрагментом Товтрової гряди. Заповідна територія створена для охорони та збереження типового товтрового ландшафту з умовами зростання лучно-степової та кальцефільної рослинності, місць оселення місцевої корисної ентомофауни.

22 серпня 2014 року мешканці навколишніх сіл встановили на горі прапор України та висадили кущі калини на вшанування борців за незалежність України. Ідея встановлення прапора (висота прапора  — 2,20 м, ширина — 3,60 м, виготовлений зі спеціальної тканини «прапорна сітка») належить мешканцеві м. Збаража Олегу Кокайлу, уродженцеві с. Кобилля, що неподалік гори. У 1916 році на цій горі відбувся бій між січовими стрільцями та російськими солдатами.

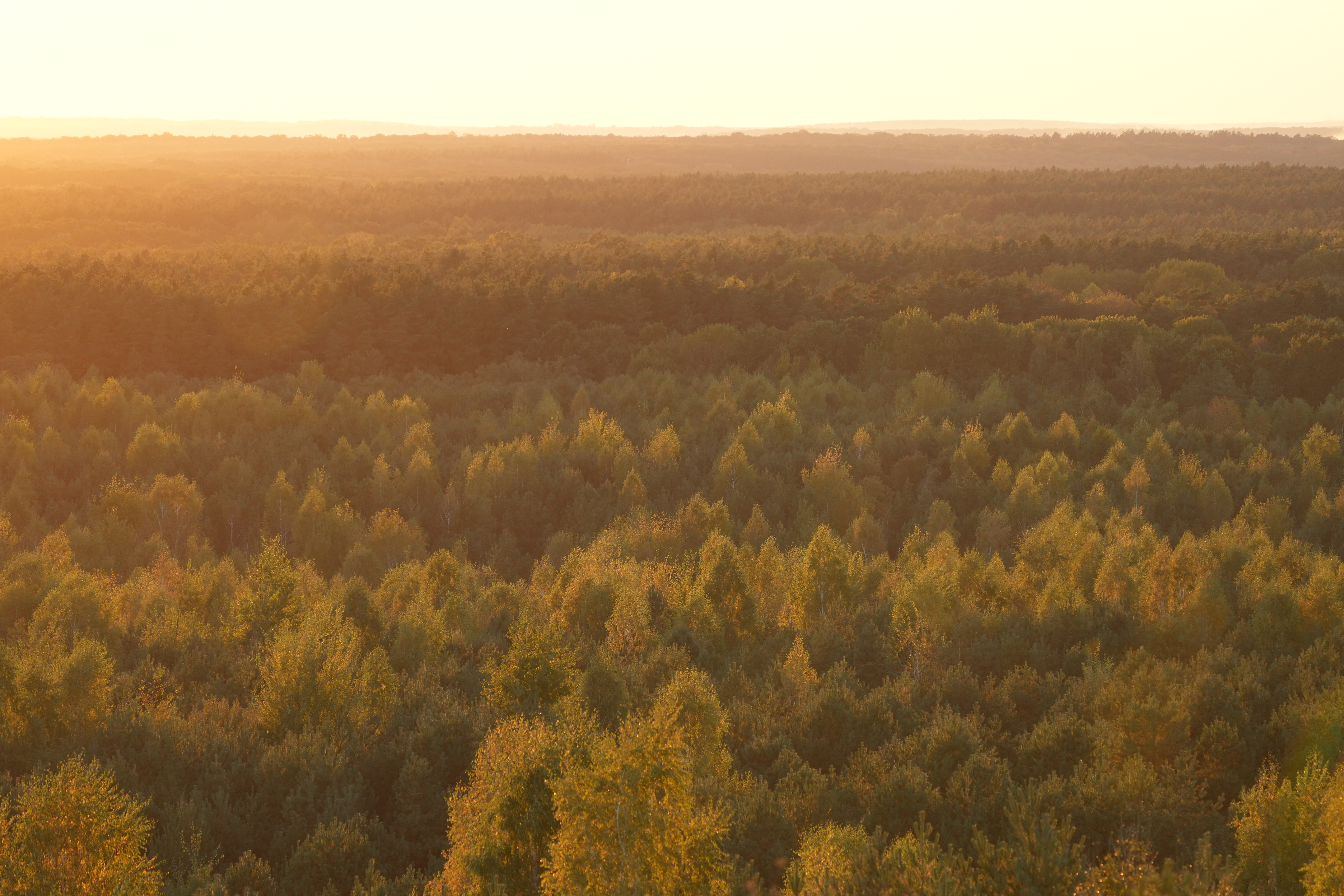
Вид з Гонтової гори на захід
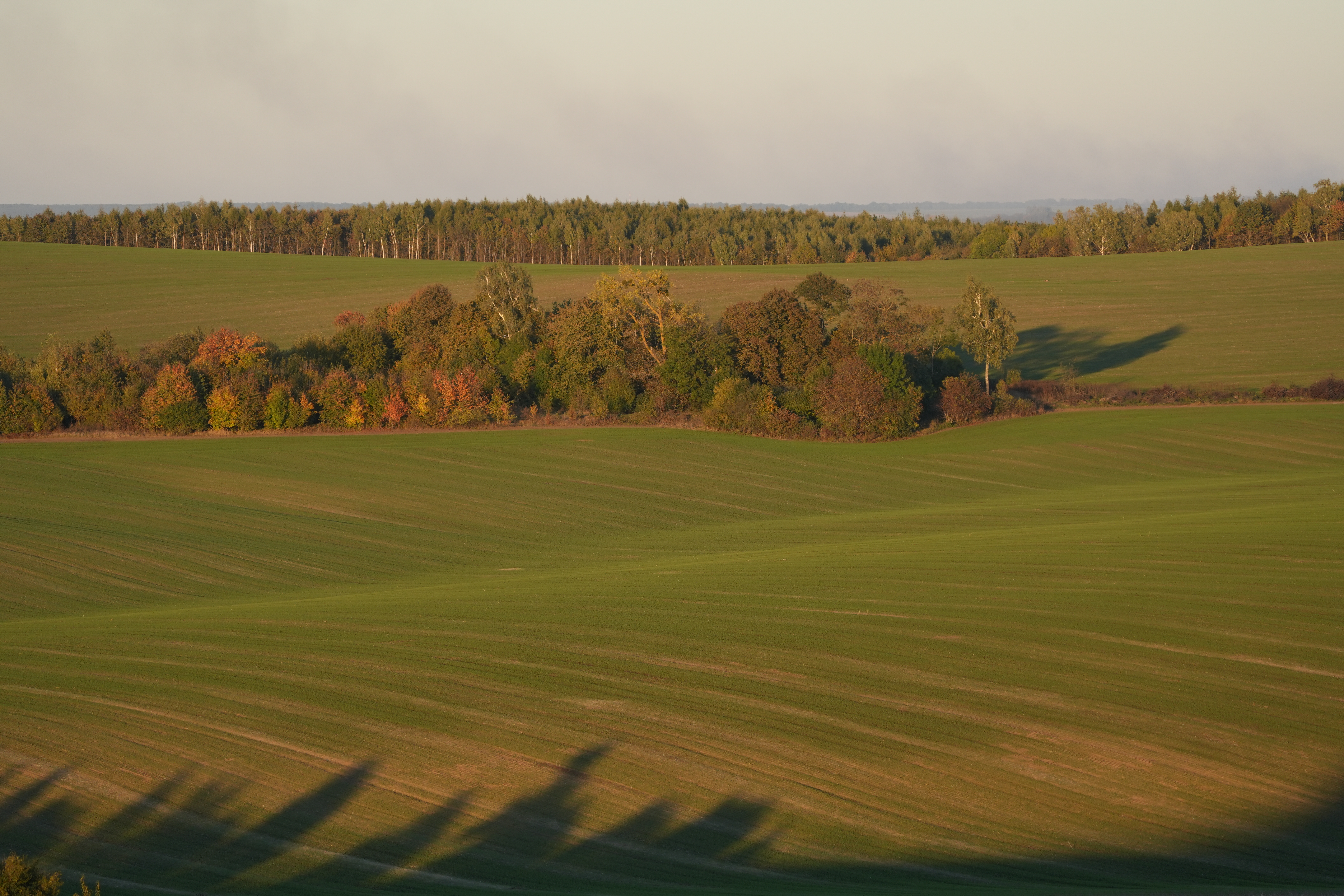
Вид з Гонтової гори на схід